# AMD K8
Mikroprocesory firmy AMD z rodziny K8 są zbudowane według technologii znanej pod nazwą Hammer. Podstawowe cechy technologii Hammer to:
- 64-bitowa architektura AMD64 (wewnętrzna i zewnętrzna)
- wbudowany kontroler pamięci
- obsługa kodu 32-bitowego
- praca wieloprocesorowa

## Opis technologii

### 64-bitowa architektura AMD64

Architektura procesorów AMD z serii K8

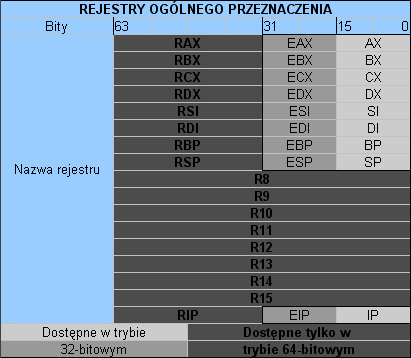
Schemat rejestrów wewnętrznych procesora wykonanego w architekturze AMD64

Szyna danych i wszystkie rejestry wewnętrzne mają długość 64 bitów, w porównaniu do 32 bitów w architekturze IA-32. Umożliwia to przetwarzanie 64-bitowych liczb przy pomocy jednego rozkazu kodu maszynowego oraz pozwala zaadresować 4294967296 razy więcej pamięci (nawet do 256 TB; fizyczna przestrzeń adresowa ma wielkość 264, przestrzeń adresowa pojedynczego procesu – 248). Obecnie produkowane procesory AMD mają szyne adresową szerokości 40 bitów, co pozwala zaadresować 1 terabajt pamięci.
Rejestry ogólnego przeznaczenia rozszerzono o dodatkowe 32 bity, dostępne jedynie w 64-bitowym trybie pracy. Dodano również 8 dodatkowych, 64-bitowych rejestrów ogólnego przeznaczenia oraz 8 dodatkowych 128-bitowych rejestrów SSE (również dostępnych jedynie w trybie 64-bitowym). Rozszerzenie rejestrów dokładniej wyjaśnia schemat.
Dwukrotnie większa liczba rejestrów pozwala procesorowi rzadziej odwoływać się do pamięci podręcznej (gdyż więcej danych można przechowywać w rejestrach), co znacznie przyspiesza wykonanie programów (nawet samo przekompilowanie kodu nie używającego 64-bitowych danych tak, aby wykorzystywał dodatkowe rejestry, powoduje znaczny wzrost szybkości wykonywania).

### Wbudowany kontroler pamięci
W celu skrócenia czasu dostępu do pamięci, a tym samym skrócenia czasu gdy procesor nie wykonuje żadnych rozkazów czekając na dane z pamięci, w rdzeniach procesorów rodziny K8 zintegrowano kontroler pamięci. Eliminuje to pośrednictwo mostka północnego płyty głównej (chipsetu) i przyspiesza czas odczytu i zapisu z i do pamięci.
Wadą takiego rozwiązania jest uzależnienie stosowanego rodzaju pamięci od procesora. O ile w przypadku, gdy kontroler pamięci znajduje się w mostku północnym wystarczy nowy model mostka, aby przygotować procesor do pracy z innym rodzajem pamięci, o tyle kontroler wbudowany w procesor obsługuje tylko jeden rodzaj pamięci. Różne modele procesorów K8 wymagają jednego lub dwóch kanałów pamięci DDR SDRAM.

### Obsługa kodu 32-bitowego
Procesory K8 mogą pracować w jednym z 3 trybów: Legacy Mode, Long 64-bit Mode oraz Long Compatibility Mode. W domyślnym trybie Legacy są one całkowicie zgodne z 16- i 32-bitowym oprogramowaniem i systemami operacyjnymi. W tym trybie dodatkowe 64-bitowe rejestry nie są używane, a rejestry ogólnego przeznaczenia ograniczone są do 32 bitów. Również dodatkowe rejestry SSE oraz rozkazy trybu 64-bitowego są zablokowane – nie potrzeba więc emulować pracy procesora 32-bitowego, jak w procesorach o architekturze IA-64 (Intel Itanium oraz Itanium 2). Emulacja musiałaby być dokonywana pod kontrolą 64-bitowego systemu operacyjnego, a wydajność sprzętowego emulatora mniejsza niż prawdziwego procesora 32-bitowego.
Rozszerzenia 64-bitowe AMD64 można wykorzystać dopiero w trybie Long, wymagającym 64-bitowego systemu operacyjnego. System narzuca procesorowi Long 64-bit Mode, wymagający wyłącznie aplikacji 64-bitowych, lub Long Compatibility Mode, w którym można wykonywać programy zarówno 64- jak i 32-bitowe (również bez konieczności emulacji ani tłumaczenia rozkazów). W trybie Long Compatibility Mode oprogramowanie 32-bitowe może korzystać z pełnej przestrzeni adresowej trybu 64-bitowego.
Biorąc pod uwagę zgodność z x86 w trybie Legacy oraz małą dostępność oprogramowania (szczególnie systemów operacyjnych) 64-bitowego, można procesory K8 traktować jako niezwykle szybkie procesory 32-bitowe. Dzięki ulepszonej architekturze serii K7 są one wydajniejsze od K7 nawet w ograniczającym trybie Legacy.

### Praca wieloprocesorowa
Dzięki zastosowaniu łącza HyperTransport procesory AMD K8 są dobrze przystosowane do pracy w konfiguracjach wieloprocesorowych. W porównaniu do Athlona MP, który wymagał oddzielnego układu mostkującego na każdą parę procesorów oraz prowadzenia mnóstwa skomplikowanych ścieżek (co utrudniało zaprojektowanie i zwiększało koszty płyty głównej), zastosowanie kilku procesorów K8 jest bardzo proste i tanie w implementacji. Procesory komunikują się ze sobą przez łącze HyperTransport, które składa się z niewielkiej liczby połączeń elektrycznych, co nie wymaga drogich, wielowarstwowych płyt głównych. Tylko jeden z procesorów musi mieć połączenie z układami płyty głównej, takimi jak mostek północny (a za jego pośrednictwem magistrale PCI-Express, PCI, kontrolery dysków, karty sieciowe itp.). Ponieważ każdy z procesorów ma wbudowany kontroler pamięci, każdy ma własną magistralę danych, co eliminuje konieczność dzielenia pasma przepustowości pamięci między procesory (jak w konfiguracjach wieloprocesorowych firmy Intel), teoretycznie przepustowość podsystemu pamięci rośnie liniowo z każdym dodatkowym procesorem.

## Opis układów
Poniżej znajduje się klasyfikacja procesorów AMD K8 według jąder, na których zostały zbudowane.

### Jądro Clawhammer (Athlon 64, Athlon 64 FX, Mobile Athlon 64)
- zestaw instrukcji: RISC – IA-32 – x86-64 – MMX – 3DNow! – SSE – SSE2
- pamięć podręczna: 128 kb L1, 1024 kb L2 (w niektórych procesorach połowa pamięci L2 jest fabrycznie zablokowana, zwykle z powodu wad produkcyjnych w drugiej połowie; takie procesory mają tylko 512 kb L2)

| procesor              | częstotliwość | pamięć podręczna¹ | FSB     | mnożnik | napięcie  | energia²                      | wymiary³             | podstawka  | DDR |
| Athlon 64 2800+       | 1800 MHz      | 128/512           | 200 MHz | 9,0x    | 1,5V      | 57.8A 89W 70 °C               | 105,9M 130 nm 193mm² | Socket 754 | SC  |
| Athlon 64 3000+       | 2000 MHz      | 128/512           | 200 MHz | 10,0x   | 1,5V      | 57.8A 89W 70 °C               | 105,9M 130 nm 193mm² | Socket 754 | SC  |
| Athlon 64 3200+       | 2000 MHz      | 128/1024          | 200 MHz | 10,0x   | 1,5V      | 57.8A 89W 70 °C               | 105,9M 130 nm 193mm² | Socket 754 | SC  |
| Athlon 64 3700+       | 2400 MHz      | 128/1024          | 200 MHz | 12,0x   | 1,5V      | 57.8A 89W 70 °C               | 105,9M 130 nm 193mm² | Socket 754 | SC  |
| Athlon 64 3500+       | 2200 MHz      | 128/512           | 200 MHz | 11,0x   | 1,5V      | 54.8A 89W 70 °C               | 105,9M 130 nm 193mm² | Socket 939 | DC  |
| Athlon 64 4000+       | 2400 MHz      | 128/1024          | 200 MHz | 12,0x   | 1,5V      | 54.8A 89W 70 °C               | 105,9M 130 nm 193mm² | Socket 939 | DC  |
| Athlon 64 FX-53       | 2400 MHz      | 128/1024          | 200 MHz | 12,0x   | 1,5V      | 54.8A 89W 70 °C               | 105,9M 130 nm 193mm² | Socket 939 | DC  |
| Athlon 64 FX-55       | 2600 MHz      | 128/1024          | 200 MHz | 13,0x   | 1,5V      | 54.8A 89W 70 °C               | 105,9M 130 nm 193mm² | Socket 939 | DC  |
| Athlon 64 FX-51       | 2200 MHz      | 128/1024          | 200 MHz | 11,0x   | 1,5V      | 54.8A 89W 70 °C               | 105,9M 130 nm 193mm² | Socket 940 | DC  |
| Athlon 64 FX-53       | 2400 MHz      | 128/1024          | 200 MHz | 12,0x   | 1,5V      | 54.8A 89W 70 °C               | 105,9M 130 nm 193mm² | Socket 940 | DC  |
| Athlon 64 M 2800+     | 1600 MHz*     | 128/1024          | 200 MHz | 8,0x*   | 0,95~1,4V | 11,4~42,7A 95,0 °C            | 105,9M 130 nm 193mm² | Socket 754 | SC  |
| Athlon 64 M 2800+ DTR | 1600 MHz*     | 128/1024          | 200 MHz | 8,0x*   | 1,1~1,5V  | 15,3~52,9A 19,0~81,5W 95,0 °C | 105,9M 130 nm 193mm² | Socket 754 | SC  |
| Athlon 64 M 3000+     | 1800 MHz*     | 128/1024          | 200 MHz | 9,0x*   | 0,95~1,4V | 11,4~42,7A 95,0 °C            | 105,9M 130 nm 193mm² | Socket 754 | SC  |
| Athlon 64 M 3000+ DTR | 1800 MHz*     | 128/1024          | 200 MHz | 9,0x*   | 1,1~1,5V  | 15,3~52,9A 19,0~81,5W 95,0 °C | 105,9M 130 nm 193mm² | Socket 754 | SC  |
| Athlon 64 M 3200+     | 2000 MHz*     | 128/1024          | 200 MHz | 10,0x*  | 0,95~1,4V | 11,4~42,7A 95,0 °C            | 105,9M 130 nm 193mm² | Socket 754 | SC  |
| Athlon 64 M 3200+ DTR | 2000 MHz*     | 128/1024          | 200 MHz | 10,0x*  | 1,1~1,5V  | 15,3~52,9A 19,0~81,5W 95,0 °C | 105,9M 130 nm 193mm² | Socket 754 | SC  |
| Athlon 64 M 3400+     | 2200 MHz*     | 128/1024          | 200 MHz | 11,0x*  | 0,95~1,4V | 11,4~42,7A 95,0 °C            | 105,9M 130 nm 193mm² | Socket 754 | SC  |
| Athlon 64 M 3400+ DTR | 2200 MHz*     | 128/1024          | 200 MHz | 11,0x*  | 1,1~1,5V  | 15,3~52,9A 19,0~81,5W 95,0 °C | 105,9M 130 nm 193mm² | Socket 754 | SC  |
| Athlon 64 M 3700+ DTR | 2400 MHz*     | 128/1024          | 200 MHz | 12,0x*  | 1,1~1,5V  | 15,3~52,9A 19,0~81,5W 95,0 °C | 105,9M 130 nm 193mm² | Socket 754 | SC  |

¹ – pierwsza liczba oznacza rozmiar pamięci cache L1 zaś druga rozmiar cache L2 (w kilobajtach)
² – pierwsza liczba oznacza średni pobór prądu, druga – moc, trzecia – maksymalną temperaturę pracy
³ – pierwsza liczba oznacza ilość tranzystorów (w mln), druga proces technologiczny (szerokość ścieżki), trzecia powierzchnię jądra

SC – Single-Channel

DC – Dual-Channel
- – procesory Athlon 64 M (Mobile) pracują z mnożnikiem zmiennym w zależności od obciążenia procesora i możliwości zasilania; liczba w tabelce określa maksymalna nominalną częstotliwość/mnożnik.

† – QDR, w odróżnieniu od DDR dla pozostałych procesorów

### Jądro Newcastle (Athlon 64)
- zestaw instrukcji: RISC – IA-32 – x86-64 – NX-bit – MMX – 3DNow! – SSE – SSE2
- pamięć podręczna: 128 kb cache L1, 512 kb cache L2

| procesor        | częstotliwość | pamięć podręczna¹ | FSB     | mnożnik | napięcie | energia²            | wymiary³            | podstawka  | DDR |
| Athlon 64 2800+ | 1800 MHz      | 128/512           | 200 MHz | 9,0x    | 1,5V     | 57,8A 89,0W 70,0 °C | 68,5M 130 nm 144mm² | Socket 754 | SC  |
| Athlon 64 3000+ | 2000 MHz      | 128/512           | 200 MHz | 10,0x   | 1,5V     | 57,8A 89,0W 70,0 °C | 68,5M 130 nm 144mm² | Socket 754 | SC  |
| Athlon 64 3200+ | 2200 MHz      | 128/512           | 200 MHz | 11,0x   | 1,5V     | 57,8A 89,0W 70,0 °C | 68,5M 130 nm 144mm² | Socket 754 | SC  |
| Athlon 64 3400+ | 2400 MHz      | 128/512           | 200 MHz | 11,0x   | 1,5V     | 57,8A 89,0W 70,0 °C | 68,5M 130 nm 144mm² | Socket 754 | SC  |
| Athlon 64 3500+ | 2200 MHz      | 128/512           | 200 MHz | 11,0x   | 1,5V     | 57,4A 89,0W 70,0 °C | 68,5M 130 nm 144mm² | Socket 939 | DC  |
| Athlon 64 3800+ | 2400 MHz      | 128/512           | 200 MHz | 12,0x   | 1,5V     | 57,4A 89,0W 70,0 °C | 68,5M 130 nm 144mm² | Socket 939 | DC  |

### Jądro Winchester (Sempron, Athlon 64)
- zestaw instrukcji: RISC – IA-32 – x86-64 – NX-bit – MMX – 3DNow! – SSE – SSE2
- pamięć podręczna: 64 kb cache L1, 512 kb cache L2 (niektóre procesory – 128 kb cache L2 – patrz nota dot. jądra Clawhammer)

| procesor        | częstotliwość | pamięć podręczna¹ | FSB     | mnożnik | napięcie | energia²            | wymiary³          | podstawka  | DDR |
| Sempron 2600+   | 1600 MHz      | 64/128            | 200 MHz | 8,0x    | 1,4V     | 42,7A 62,0W 69,0 °C | 68,5M 90 nm 84mm² | Socket 754 | SC  |
| Athlon 64 3000+ | 1800 MHz      | 64/512            | 200 MHz | 9,0x    | 1,4V     | 45,8A 67,0W 65,0 °C | 68,5M 90 nm 84mm² | Socket 939 | DC  |
| Athlon 64 3200+ | 2000 MHz      | 64/512            | 200 MHz | 10,0x   | 1,4V     | 45,8A 67,0W 65,0 °C | 68,5M 90 nm 84mm² | Socket 939 | DC  |
| Athlon 64 3500+ | 2200 MHz      | 64/512            | 200 MHz | 11,0x   | 1,4V     | 45,8A 67,0W 65,0 °C | 68,5M 90 nm 84mm² | Socket 939 | DC  |

### Jądro Venice (Athlon 64)
- zestaw instrukcji: RISC – IA-32 – x86-64 – NX-bit – MMX – 3DNow! – SSE – SSE2 – SSE3
- pamięć podręczna: 128 kb cache L1, 512 kb cache L2

| procesor        | częstotliwość | pamięć podręczna¹ | FSB     | mnożnik | napięcie  | energia²            | wymiary³          | podstawka  | DDR |
| Athlon 64 3000+ | 2000 MHz      | 128/512           | 200 MHz | 10,0x   | 1,4V      | ? A 51,0W 65,0 °C   | 76,0M 90 nm 84mm² | Socket 754 | SC  |
| Athlon 64 3200+ | 2200 MHz      | 128/512           | 200 MHz | 11,0x   | 1,4V      | ? A 59,0W 69,0 °C   | 76,0M 90 nm 84mm² | Socket 754 | SC  |
| Athlon 64 3000+ | 1800 MHz      | 128/512           | 200 MHz | 9,0x    | 1,35~1,4V | 47,5A 67,0W 65,0 °C | 76,0M 90 nm 84mm² | Socket 939 | DC  |
| Athlon 64 3200+ | 2000 MHz      | 128/512           | 200 MHz | 10,0x   | 1,35~1,4V | 47,5A 67,0W 65,0 °C | 76,0M 90 nm 84mm² | Socket 939 | DC  |
| Athlon 64 3500+ | 2200 MHz      | 128/512           | 200 MHz | 11,0x   | 1,35~1,4V | 47,5A 67,0W 65,0 °C | 76,0M 90 nm 84mm² | Socket 939 | DC  |
| Athlon 64 3800+ | 2400 MHz      | 128/512           | 200 MHz | 12,0x   | 1,35~1,4V | ? A 89,0W 65,0 °C   | 76,0M 90 nm 84mm² | Socket 939 | DC  |

### Jądro San Diego (Athlon 64, Athlon 64 FX)
- zestaw instrukcji: RISC – IA-32 – x86-64 – NX-bit – MMX – 3DNow! – SSE – SSE2 – SSE3
- pamięć podręczna: 128 kb cache L1, 1024 kb cache L2 (niektóre procesory – 512 kb L2, patrz jądro Clawhammer)

| procesor        | częstotliwość | pamięć podręczna¹ | FSB     | mnożnik | napięcie  | energia²           | wymiary³            | podstawka  | DDR |
| Athlon 64 3700+ | 2200 MHz      | 128/1024          | 200 MHz | 11,0x   | 1,35~1,4V | ? A 89,0W 65,0 °C  | 114,0M 90 nm 115mm² | Socket 939 | DC  |
| Athlon 64 4000+ | 2400 MHz      | 128/1024          | 200 MHz | 12,0x   | 1,35~1,4V | ? A 89,0W 65,0 °C  | 114,0M 90 nm 115mm² | Socket 939 | DC  |
| Athlon 64 FX-55 | 2600 MHz      | 128/1024          | 200 MHz | 13,0x   | 1,35~1,4V | ? A 104,0W 65,0 °C | 114,0M 90 nm 115mm² | Socket 939 | DC  |
| Athlon 64 FX-57 | 2800 MHz      | 128/1024          | 200 MHz | 14,0x   | 1,35~1,4V | ? A 110,0W 65,0 °C | 114,0M 90 nm 115mm² | Socket 939 | DC  |

### Jądro Orleans
- zestaw instrukcji: RISC – IA-32 – x86-64 – NX-bit – MMX – 3DNow! – SSE – SSE2 – SSE3
- pamięć podręczna: 128 kb cache L1, 512 kb cache L2

| procesor        | częstotliwość | pamięć podręczna¹ | FSB     | mnożnik | napięcie | energia²     | wymiary³        | podstawka  | DDR |
| Athlon 64 3500+ | 2200 MHz      | 128/512           | 333 MHz | x11     | ?        | ? A ? W ? °C | ? M 90 nm ? mm² | Socket AM2 | DC  |
| Athlon 64 3700+ | 2400 MHz      | 128/512           | 333 MHz | x12     | ?        | ? A ? W ? °C | ? M 90 nm ? mm² | Socket AM2 | DC  |
| Athlon 64 4000+ | 2600 MHz      | 128/512           | 333 MHz | x13     | ?        | ? A ? W ? °C | ? M 90 nm ? mm² | Socket AM2 | DC  |
| Athlon 64 4300+ | ?             | 128/512           | 333 MHz | x13     | ?        | ? A ? W ? °C | ? M 90 nm ? mm² | Socket AM2 | DC  |
| Athlon 64 4500+ | ?             | 128/512           | 333 MHz | x14     | ?        | ? A ? W ? °C | ? M 90 nm ? mm² | Socket AM2 | DC  |

### Jądro Odessa (Mobile Athlon 64)
- zestaw instrukcji: RISC – IA-32 – x86-64 – NX-bit – MMX – 3DNow! – SSE – SSE2
- pamięć podręczna: 128 kb cache L1, 512 kb cache L2

| procesor             | częstotliwość | pamięć podręczna¹ | FSB     | mnożnik | napięcie  | energia²                      | wymiary³             | podstawka  | DDR |
| Mobile A64 2700+ LP  | 1600 MHz†     | 128/512           | 200 MHz | 8,0x†   | 0,9~1,2V† | 10,9~27,3A 12,0~35,0W 95,0 °C | 68,5M 130 nm 144mm²  | Socket 754 | SC  |
| Mobile A64 2800+ DTR | 1600 MHz†     | 128/512           | 200 MHz | 8,0x†   | 1,1~1,5V† | 15,3~52,9A 19,0~81,5W 95,0 °C | 105,9M 130 nm 193mm² | Socket 754 | SC  |
| Mobile A64 2800+ LP  | 1800 MHz†     | 128/512           | 200 MHz | 9,0x†   | 0,9~1,2V† | 10,9~27,3A 12,0~35,0W 95,0 °C | 68,5M 130 nm 144mm²  | Socket 754 | SC  |
| Mobile A64 3000+ LP  | 2000 MHz†     | 128/512           | 200 MHz | 10,0x†  | 0,9~1,2V† | 10,9~27,3A 12,0~35,0W 95,0 °C | 68,5M 130 nm 144mm²  | Socket 754 | SC  |

### Jądro Oakville (Mobile Athlon 64)
- zestaw instrukcji: RISC – IA-32 – x86-64 – NX-bit – MMX – 3DNow! – SSE – SSE2
- pamięć podręczna: 128 kb cache L1, 512 kb cache L2

| procesor            | częstotliwość | pamięć podręczna¹ | FSB     | mnożnik | napięcie | energia²               | wymiary³          | podstawka  | DDR |
| Mobile A64 2700+ LP | 1600 MHz†     | 128/512           | 200 MHz | 8,0x†   | 1,35V    | ? A 12,0~35,0W 95,0 °C | 68,5M 90 nm 84mm² | Socket 754 | SC  |
| Mobile A64 2800+ LP | 1800 MHz†     | 128/512           | 200 MHz | 9,0x†   | 1,35V    | ? A 12,0~35,0W 95,0 °C | 68,5M 90 nm 84mm² | Socket 754 | SC  |
| Mobile A64 3000+ LP | 2000 MHz†     | 128/512           | 200 MHz | 10,0x†  | 1,35V    | ? A 12,0~35,0W 95,0 °C | 68,5M 90 nm 84mm² | Socket 754 | SC  |

### Jądro Newark (Mobile Athlon 64)
- zestaw instrukcji: RISC – IA-32 – x86-64 – NX-bit – MMX – 3DNow! – SSE – SSE2 – SSE3
- pamięć podręczna: 128 kb cache L1, 1024 kb cache L2

| procesor         | częstotliwość | pamięć podręczna¹ | FSB         | mnożnik | napięcie | energia²          | wymiary³            | podstawka  | DDR |
| Mobile A64 3000+ | 1800 MHz†     | 128/1024          | 200 MHz QDR | 9,0x†   | 1,35V    | ? A 62,0W 95,0 °C | 114,0M 90 nm 115mm² | Socket 754 | SC  |
| Mobile A64 3200+ | 2000 MHz†     | 128/1024          | 200 MHz QDR | 10,0x†  | 1,35V    | ? A 62,0W 95,0 °C | 114,0M 90 nm 115mm² | Socket 754 | SC  |
| Mobile A64 3400+ | 2200 MHz†     | 128/1024          | 200 MHz QDR | 11,0x†  | 1,35V    | ? A 62,0W 95,0 °C | 114,0M 90 nm 115mm² | Socket 754 | SC  |
| Mobile A64 3700+ | 2400 MHz†     | 128/1024          | 200 MHz QDR | 12,0x†  | 1,35V    | ? A 62,0W 95,0 °C | 114,0M 90 nm 115mm² | Socket 754 | SC  |
| Mobile A64 4000+ | 2600 MHz†     | 128/1024          | 200 MHz QDR | 13,0x†  | 1,35V    | ? A 62,0W 95,0 °C | 114,0M 90 nm 115mm² | Socket 754 | SC  |

### Jądro Paris (Sempron)
- zestaw instrukcji: RISC – IA-32 – NX-bit – MMX – 3DNow! – SSE – SSE2
- pamięć podręczna: 128 kb cache L1, 256 kb cache L2

| procesor      | częstotliwość | pamięć podręczna¹ | FSB     | mnożnik | napięcie | energia²            | wymiary³            | podstawka  | DDR |
| Sempron 3000+ | 1800 MHz      | 128/128           | 200 MHz | 9,0x    | 1,4V     | 42,7A 62,0W 70,0 °C | 68,5M 130 nm 144mm² | Socket 754 | SC  |
| Sempron 3100+ | 1800 MHz      | 128/256           | 200 MHz | 9,0x    | 1,4V     | 42,7A 62,0W 70,0 °C | 68,5M 130 nm 144mm² | Socket 754 | SC  |

### Jądro Palermo (Sempron)
- zestaw instrukcji:
  - stepping D0: RISC – IA-32 – NX-bit – MMX – 3DNow! – SSE – SSE2
  - stepping E3: RISC – IA-32 – NX-bit – MMX – 3DNow! – SSE – SSE2 – SSE3
  - stepping E6: RISC – IA-32 – x86-64 – NX-bit – MMX – 3DNow! – SSE – SSE2 – SSE3
- pamięć podręczna: 128 kb cache L1, 256 mb cache L2 (nie zależy od steppingu; w niektórych procesorach L2 ograniczone o połowę z powodu wad produkcyjnych w drugiej połowie)

| procesor      | stepping                                     | częstotliwość | pamięć podręczna¹ | FSB     | mnożnik | napięcie | energia²            | wymiary³                  | podstawka  | DDR |
| Sempron 2500+ | E3 – 04/2005NC E6 – 07/2005NC                | 1400 MHz      | 128/256           | 200 MHz | 7,0x    | 1,4V     | 42,7A 62,0W 69,0 °C | 76,0M 90 nm 84mm²         | Socket 754 | SC  |
| Sempron 2600+ | D0 – 02/2005NC E3 – 04/2005NC                | 1600 MHz      | 128/128           | 200 MHz | 8,0x    | 1,4V     | 42,7A 62,0W 69,0 °C | 68,5MD0/76,0M 90 nm 84mm² | Socket 754 | SC  |
| Sempron 2800+ | D0 – 02/2005NC E3 – 04/2005NC E6 – 07/2005NC | 1600 MHz      | 128/256           | 200 MHz | 8,0x    | 1,4V     | 42,7A 62,0W 69,0 °C | 68,5MD0/76,0M 90 nm 84mm² | Socket 754 | SC  |
| Sempron 3000+ | D0 – 02/2005NC E3 – 04/2005NC E6 – 07/2005   | 1800 MHz      | 128/128           | 200 MHz | 9,0x    | 1,4V     | 42,7A 62,0W 69,0 °C | 68,5MD0/76,0M 90 nm 84mm² | Socket 754 | SC  |
| Sempron 3100+ | D0 – 02/2005NC E3 – 04/2005NC E6 – 07/2005   | 1800 MHz      | 128/256           | 200 MHz | 9,0x    | 1,4V     | 42,7A 62,0W 69,0 °C | 68,5MD0/76,0M 90 nm 84mm² | Socket 754 | SC  |
| Sempron 3300+ | D0 – 02/2005NC E3 – 04/2005NC E6 – 07/2005   | 2000 MHz      | 128/128           | 200 MHz | 10,0x   | 1,4V     | 42,7A 62,0W 69,0 °C | 68,5MD0/76,0M 90 nm 84mm² | Socket 754 | SC  |
| Sempron 3400+ | E6 – 07/2005                                 | 2000 MHz      | 128/256           | 200 MHz | 10,0x   | 1,4V     | 42,7A 62,0W 69,0 °C | 76,0M 90 nm 84mm²         | Socket 754 | SC  |

NC – nie posiada technologii Cool'n'Quiet

### Jądro Manila
- zestaw instrukcji: RISC – IA-32 – NX-bit – MMX – 3DNow! – SSE – SSE2 – SSE3
- pamięć podręczna: 128 kb cache L1, 256 kb cache L2

| procesor      | częstotliwość | pamięć podręczna¹ | FSB     | mnożnik | napięcie | energia² | wymiary³ | podstawka  | DDR     |
| Sempron 3000+ | 1600 MHz      | 128/256           | 333 MHz | ?       | ?        | ?        | ?        | Socket AM2 | DC DDR2 |
| Sempron 3200+ | 1800 MHz      | 128/256           | 333 MHz | ?       | ?        | ?        | ?        | Socket AM2 | DC DDR2 |
| Sempron 3400+ | 2000 MHz      | 128/256           | 333 MHz | ?       | ?        | ?        | ?        | Socket AM2 | DC DDR2 |
| Sempron 3500+ | 2200 MHz      | 128/256           | 333 MHz | ?       | ?        | ?        | ?        | Socket AM2 | DC DDR2 |
| Sempron 3600+ | 2400 MHz      | 128/256           | 333 MHz | ?       | ?        | ?        | ?        | Socket AM2 | DC DDR2 |
| Sempron 3800+ | 2600 MHz      | 128/256           | 333 MHz | ?       | ?        | ?        | ?        | Socket AM2 | DC DDR2 |

### Jądro Sledgehammer (Opteron)
- zestaw instrukcji: RISC – IA-32 – x86-64 – MMX – 3DNow! – SSE – SSE2
- pamięć podręczna: 128 kb cache L1, 1024 kb cache L2

| procesor         | stepping                               | częstotliwość | pamięć podręczna¹ | FSB     | mnożnik | napięcie    | energia²                          | wymiary³             | podstawka  | DDR |
| Opteron 140      | B3 – 06/2003 C0 – 09/2003 CG – 06/2004 | 1400 MHz      | 128/1024          | 200 MHz | 7,0x    | 1,55B3/1,5V | 52,0A 84,7B3/82,1W 69,0B3/70,0 °C | 105,9M 130 nm 193mm² | Socket 940 | DC  |
| Opteron 140 EE   | CG – 06/2004                           | 1400 MHz      | 128/1024          | 200 MHz | 7,0x    | 1,15V       | 22,5A 30,0W 70,0 °C               | 105,9M 130 nm 193mm² | Socket 940 | DC  |
| Opteron 142      | B3 – 06/2003 C0 – 09/2003 CG – 06/2004 | 1600 MHz      | 128/1024          | 200 MHz | 8,0x    | 1,55B3/1,5V | 52,0A 84,7B3/82,1W 69,0B3/70,0 °C | 105,9M 130 nm 193mm² | Socket 940 | DC  |
| Opteron 144      | B3 – 06/2003 C0 – 09/2003 CG – 06/2004 | 1800 MHz      | 128/1024          | 200 MHz | 9,0x    | 1,55B3/1,5V | 52,0A 84,7B3/82,1W 69,0B3/70,0 °C | 105,9M 130 nm 193mm² | Socket 940 | DC  |
| Opteron 146      | C0 – 09/2003 CG – 06/2004              | 2000 MHz      | 128/1024          | 200 MHz | 10,0x   | 1,5V        | 56,5A 89,0W 70,0 °C               | 105,9M 130 nm 193mm² | Socket 940 | DC  |
| Opteron 146 HE   | CG – 06/2004                           | 2000 MHz      | 128/1024          | 200 MHz | 10,0x   | 1,3V        | 39,2A 55,0W 70,0 °C               | 105,9M 130 nm 193mm² | Socket 940 | DC  |
| Opteron 148      | C0 – 09/2003 CG – 06/2004              | 2200 MHz      | 128/1024          | 200 MHz | 11,0x   | 1,5V        | 56,5A 89,0W 70,0 °C               | 105,9M 130 nm 193mm² | Socket 940 | DC  |
| Opteron 150      | CG – 06/2004                           | 2400 MHz      | 128/1024          | 200 MHz | 12,0x   | 1,5V        | 56,5A 89,0W 70,0 °C               | 105,9M 130 nm 193mm² | Socket 940 | DC  |
| Opteron 240MP    | B3 – 06/2003 C0 – 09/2003 CG – 06/2004 | 1400 MHz      | 128/1024          | 200 MHz | 7,0x    | 1,55B3/1,5V | 52,0A 84,7B3/82,1W 69,0B3/70,0 °C | 105,9M 130 nm 193mm² | Socket 940 | DC  |
| Opteron 240 EEMP | CG – 06/2004                           | 1400 MHz      | 128/1024          | 200 MHz | 7,0x    | 1,15V       | 22,5A 30,0W 70,0 °C               | 105,9M 130 nm 193mm² | Socket 940 | DC  |
| Opteron 242MP    | B3 – 06/2003 C0 – 09/2003 CG – 06/2004 | 1600 MHz      | 128/1024          | 200 MHz | 8,0x    | 1,55B3/1,5V | 52,0A 84,7B3/82,1W 69,0B3/70,0 °C | 105,9M 130 nm 193mm² | Socket 940 | DC  |
| Opteron 244MP    | B3 – 06/2003 C0 – 09/2003 CG – 06/2004 | 1800 MHz      | 128/1024          | 200 MHz | 9,0x    | 1,55B3/1,5V | 52,0A 84,7B3/82,1W 69,0B3/70,0 °C | 105,9M 130 nm 193mm² | Socket 940 | DC  |
| Opteron 246MP    | C0 – 09/2003 CG – 06/2004              | 2000 MHz      | 128/1024          | 200 MHz | 10,0x   | 1,5V        | 56,5A 89,0W 70,0 °C               | 105,9M 130 nm 193mm² | Socket 940 | DC  |
| Opteron 246 HEMP | CG – 06/2004                           | 2000 MHz      | 128/1024          | 200 MHz | 10,0x   | 1,3V        | 39,2A 55,0W 70,0 °C               | 105,9M 130 nm 193mm² | Socket 940 | DC  |
| Opteron 248MP    | C0 – 09/2003 CG – 06/2004              | 2200 MHz      | 128/1024          | 200 MHz | 11,0x   | 1,5V        | 56,5A 89,0W 70,0 °C               | 105,9M 130 nm 193mm² | Socket 940 | DC  |
| Opteron 250MP    | CG – 06/2004                           | 2400 MHz      | 128/1024          | 200 MHz | 12,0x   | 1,5V        | 56,5A 89,0W 70,0 °C               | 105,9M 130 nm 193mm² | Socket 940 | DC  |
| Opteron 840MP    | B3 – 06/2003 C0 – 09/2003 CG – 06/2004 | 1400 MHz      | 128/1024          | 200 MHz | 7,0x    | 1,55B3/1,5V | 52,0A 84,7B3/82,1W 69,0B3/70,0 °C | 105,9M 130 nm 193mm² | Socket 940 | DC  |
| Opteron 840 EEMP | CG – 06/2004                           | 1400 MHz      | 128/1024          | 200 MHz | 7,0x    | 1,15V       | 22,5A 30,0W 70,0 °C               | 105,9M 130 nm 193mm² | Socket 940 | DC  |
| Opteron 842MP    | B3 – 06/2003 C0 – 09/2003 CG – 06/2004 | 1600 MHz      | 128/1024          | 200 MHz | 8,0x    | 1,55B3/1,5V | 52,0A 84,7B3/82,1W 69,0B3/70,0 °C | 105,9M 130 nm 193mm² | Socket 940 | DC  |
| Opteron 844MP    | B3 – 06/2003 C0 – 09/2003 CG – 06/2004 | 1800 MHz      | 128/1024          | 200 MHz | 9,0x    | 1,55B3/1,5V | 52,0A 84,7B3/82,1W 69,0B3/70,0 °C | 105,9M 130 nm 193mm² | Socket 940 | DC  |
| Opteron 846MP    | C0 – 09/2003 CG – 06/2004              | 2000 MHz      | 128/1024          | 200 MHz | 10,0x   | 1,5V        | 56,5A 89,0W 70,0 °C               | 105,9M 130 nm 193mm² | Socket 940 | DC  |
| Opteron 846 HEMP | CG – 06/2004                           | 2000 MHz      | 128/1024          | 200 MHz | 10,0x   | 1,3V        | 39,2A 55,0W 70,0 °C               | 105,9M 130 nm 193mm² | Socket 940 | DC  |
| Opteron 848MP    | C0 – 09/2003 CG – 06/2004              | 2200 MHz      | 128/1024          | 200 MHz | 11,0x   | 1,5V        | 56,5A 89,0W 70,0 °C               | 105,9M 130 nm 193mm² | Socket 940 | DC  |
| Opteron 850MP    | CG – 06/2004                           | 2400 MHz      | 128/1024          | 200 MHz | 12,0x   | 1,5V        | 56,5A 89,0W 70,0 °C               | 105,9M 130 nm 193mm² | Socket 940 | DC  |

MP – zdolny do pracy wieloprocesorowej

### Jądro Venus
| procesor | częstotliwość | pamięć podręczna¹ | FSB | mnożnik | napięcie | energia² | wymiary³ | podstawka | DDR |
|          |               |                   |     |         |          |          |          |           |     |
|          |               |                   |     |         |          |          |          |           |     |
|          |               |                   |     |         |          |          |          |           |     |
|          |               |                   |     |         |          |          |          |           |     |

### Jądro Troy
| procesor | częstotliwość | pamięć podręczna¹ | FSB | mnożnik | napięcie | energia² | wymiary³ | podstawka | DDR |
|          |               |                   |     |         |          |          |          |           |     |
|          |               |                   |     |         |          |          |          |           |     |
|          |               |                   |     |         |          |          |          |           |     |
|          |               |                   |     |         |          |          |          |           |     |

### Jądro Athens
| procesor | częstotliwość | pamięć podręczna¹ | FSB | mnożnik | napięcie | energia² | wymiary³ | podstawka | DDR |
|          |               |                   |     |         |          |          |          |           |     |
|          |               |                   |     |         |          |          |          |           |     |
|          |               |                   |     |         |          |          |          |           |     |
|          |               |                   |     |         |          |          |          |           |     |

### Jądro Dublin
| procesor | częstotliwość | pamięć podręczna¹ | FSB | mnożnik | napięcie | energia² | wymiary³ | podstawka | DDR |
|          |               |                   |     |         |          |          |          |           |     |
|          |               |                   |     |         |          |          |          |           |     |
|          |               |                   |     |         |          |          |          |           |     |
|          |               |                   |     |         |          |          |          |           |     |

### Jądro Georgetown
| procesor | częstotliwość | pamięć podręczna¹ | FSB | mnożnik | napięcie | energia² | wymiary³ | podstawka | DDR |
|          |               |                   |     |         |          |          |          |           |     |
|          |               |                   |     |         |          |          |          |           |     |
|          |               |                   |     |         |          |          |          |           |     |
|          |               |                   |     |         |          |          |          |           |     |

### Jądro Sonora
| procesor | częstotliwość | pamięć podręczna¹ | FSB | mnożnik | napięcie | energia² | wymiary³ | podstawka | DDR |
|          |               |                   |     |         |          |          |          |           |     |
|          |               |                   |     |         |          |          |          |           |     |
|          |               |                   |     |         |          |          |          |           |     |
|          |               |                   |     |         |          |          |          |           |     |

### Jądro Lancaster
| procesor | częstotliwość | pamięć podręczna¹ | FSB | mnożnik | napięcie | energia² | wymiary³ | podstawka | DDR |
|          |               |                   |     |         |          |          |          |           |     |
|          |               |                   |     |         |          |          |          |           |     |
|          |               |                   |     |         |          |          |          |           |     |
|          |               |                   |     |         |          |          |          |           |     |

## Procesory generacji K8
Nazwa procesora, (rdzeń/redzenie, data premiery)

### Serwerowe
- Opteron (SledgeHammer, 22 kwietnia 2003)
- Opteron (Venus, Troy, Athens, 14 lutego 2005)
- Opteron (Denmark, Italy, Egypt, 2005)
- Opteron (Santa Clara, Santa Ana, 2006)

### Desktopowe
- Athlon 64 FX (SledgeHammer, 23 września 2003)
- Athlon 64 (ClawHammer, 23 września 2003)
- Athlon 64 FX (ClawHammer, 1 czerwca 2004)
- Athlon 64 (Newcastle, 2004)
- Athlon 64 (Winchester, 2004)
- Sempron (Thoroughbred A/B, 28 lipca 2004)
- Sempron (Thorton, sierpień 2004)
- Sempron (Barton, 17 września 2004)
- Sempron (Paris, 15 lutego 2005)
- Athlon 64 (Venice, 4 kwietnia 2005)
- Sempron (Palermo, kwiecień 2005)
- Athlon 64 (San Diego, 4 maja 2005)
- Athlon 64 X2 (Manchester, 31 maja 2005)
- Athlon 64 FX (San Diego, 27 czerwca 2005)
- Athlon 64 FX (Toledo, 9 stycznia 2006)
- Athlon 64 X2 (Toledo, 1 kwietnia 2006)
- Athlon 64 X2 (Windsor, 23 maja 2006)
- Athlon 64 FX (Windsor, 23 maja 2006)
- Athlon 64 (Orleans, 23 maja 2006)
- Sempron (Manila, 23 maja 2006)
- Athlon 64 X2 (Brisbane, 5 grudnia 2006)
- Athlon 64 (Lima, 20 stycznia 2007)
- Athlon X2 (Brisbane, 5 czerwca 2007)
- Sempron (Sparta, 20 sierpnia 2007)

### Mobilne
- Mobile Sempron (Dublin, 28 czerwca 2004)
- Mobile Sempron (Georgetown, 2004)
- Mobile Sempron (Sonora, 2004)
- Mobile Athlon 64 (ClawHammer, 2004)
- Mobile Athlon 64 (Odessa, 2004)
- Mobile Athlon 64 (Oakville, 17 kwietnia 2004)
- Mobile Athlon 64 (Newark, 17 kwietnia 2005)
- Mobile Sempron (Albany, 15 czerwca 2005)
- Mobile Sempron (Roma, 15 czerwca 2005)
- Mobile Sempron (Keene, 17 maja 2006)